# سكوت أودسيما
سكوت أوودسيما (بالإنجليزية: Scott Oudsema)‏ مواليد 1 يوليو 1986 في كالامازو، هو لاعب كرة مضرب أمريكي سابق وكان يلعب باليد اليمنى. أعلى تصنيف له في الفردي كان المركز الـ 255 في سنة 2007. أعلى تصنيف له في الزوجي كان المركز الـ 151 في سنة 2007.

## النهائيات

### الفردي: (1)
| الرقم | السنة | الدورة                      | الأرضية | المنافس في النهائي | النتيجة في النهائي |
| ----- | ----- | --------------------------- | ------- | ------------------ | ------------------ |
| 1.    | 2006  | بينجامتون, الولايات المتحدة | صلبة    | لوكاس لاكو         | 7-6(5), 6-2        |

### الزوجي: (2)
| الرقم | السنة | الدورة                      | الأرضية | الشريك         | المنافس في النهائي            | النتيجة في النهائي |
| ----- | ----- | --------------------------- | ------- | -------------- | ----------------------------- | ------------------ |
| 1.    | 2007  | ويكولوا, الولايات المتحدة   | صلبة    | بريندان ايفانز | سكوت ليبسكي ديفيد مارتن (تنس) | 4-6, 6-3, 12-10    |
| 2.    | 2007  | بينجامتون, الولايات المتحدة | صلبة    | رايان سويتنج   | ريتشارد بلومفيلد إيم كيو تاي  | 7-6, 7-5(5)        |